# Carl Nerenz
Carl Friedrich Johann Nerenz (* 9. Oktober 1839 in Dresden; † 3. April 1870 in Kairo) war ein deutscher Diplomat.

## Leben
Als Sohn von Wilhelm Nerenz geboren, studierte Carl Nerenz nach dem Besuch des Berliner Friedrich-Wilhelms-Gymnasiums Rechtswissenschaften in Berlin und Heidelberg. Während seines Studiums wurde er 1858 Mitglied der Burschenschaft Allemannia Heidelberg. 1861 wurde er in Berlin zum Dr. iur. promoviert. Nach Examen und Referendariat arbeitete er für das preußische Außenministerium. 1868 wurde er Vizekonsul in Kairo, dann Generalkonsul des Norddeutschen Bundes.

## Veröffentlichungen
- De testamentis correspectivis. Dissertation Universität Berlin 1861.